# Universidad Jinan
Universidad Jinan (chino tradicional: 暨南大學; chino simplificado : 暨南大学; pinyin: Jìnán Dàxué) es una reconocida universidad del sur de China, situada principalmente en la ciudad de Cantón. La universidad consta de 5 campus,  campus se sitúan en Cantón, Zhuhai, Shenzhen.